# Philobdella gracilis
Philobdella gracilis is een bloedzuiger uit de familie van de Hirudinidae. De wetenschappelijke naam van de soort werd  voor het eerst geldig gepubliceerd in 1901 door Moore.